# Jesús Alou
Jesús María Rojas Alou (Bajos de Haina, 24 de marzo de 1942 - Santo Domingo, 10 de marzo de 2023) fue un beisbolista dominicano que se desempeñó en la posición de jardinero y que jugó en la Liga Mayor de Béisbol. Durante una carrera en el béisbol de diecisiete años, jugó para los Gigantes de San Francisco (1963-68), los Astros de Houston  (1969-73, 1978-79), Atléticos de Oakland (1973-74), y Mets de Nueva York (1975). Era el más joven del trío de hermanos que incluye a Felipe y Matty.

## Carrera deportiva
Alou fue considerado un prospecto mejor que cualquiera de sus hermanos y recibió un bono por firmar de $ 4,000. Sobresalió en todas las ligas menores donde jugó, nunca bateo por debajo de .324. Hizo su debut a finales  de 1963, y su primer partido fue notable porque los tres hermanos Alou batearon en la misma entrada (se retiraron en orden). En su segundo año en las mayores en 1964, Alou no estuvo a la altura de las expectativas, alcanzando sólo un promedio de .274 con poco poder, pero tuvo un gran día el 10 de julio cuando se fue de 6-6 con cinco hits y un jonrón. Alou fue seleccionado por los Expos de Montreal en el draft de expansión de 1968 y luego fue traspasado a Houston. Tuvo su época más activa allí, promediando .306 en 487 turnos al bate,  pero con poco poder. Fue traspasado a los Atléticos a mitad de la temporada de 1973, donde se desempeñó como jugador emergente y llegando a jugar en la Serie Mundial.  Alou fue puesto en libertad por los Atléticos antes de la temporada de 1975, luego pasó a los Mets sin pena ni gloria y después a los Cafeteros de Córdoba de la Liga Mexicana en períodos cortos, y no regresó a las Grandes Ligas hasta 1978 cuando los Astros le dieron otra oportunidad. Alou respondió promediando .324 la gran parte del tiempo y se convirtió en entrenador y jugador al año siguiente, antes de retirarse. Alou más tarde sirvió como scout de los Expos, luego se trasladó a los Marlins de la Florida como director de operaciones dominicanas del club. Ha ocupado el mismo puesto con los Medias Rojas de Boston desde la temporada 2002.
El 23 de septiembre de 2008 Jesús Alou fue galardonado con el Hispanic Heritage Baseball Museum Hall of Fame Pioneer Award en una ceremonia previa al partido de ese día en el Minute Maid Park.

## Liga Dominicana
Jesús Alou apodado "Cuchito" jugó en la Liga Dominicana para los Leones del Escogido, luego para los Tigres del Licey en un cambio que se hizo el 5 de septiembre de 1972. Alou finalizó su carrera con un récord de 182 carreras remolcadas, 505 hits, 79 dobles y un promedio de bateo de .300 en 1,682 turnos al bate.